# Boophis boehmei
Boophis boehmei Glaw & Vences, 1992 è una rana della famiglia Mantellidae, endemica del Madagascar.

## Descrizione
È una rana di piccole dimensioni (25–30 mm di lunghezza nei maschi, sino a 35 mm nelle femmine), con una livrea bruna macchiettata di nero sul dorso e di bianco sui fianchi; il ventre è color crema. L'iride è bruna con margine circolare rossastro.

## Distribuzione e habitat
L'areale di questa specie comprende il Madagascar orientale, da Andasibe a nord sino ad  Andohahela a sud, estendendosi all'area di Ambohitantely nel Madagascar centrale.  Il suo habitat è la foresta pluviale, da 400 m  a 1.500 m di altitudine.

## Biologia
È  una specie terricola, la cui riproduzione è legata alla presenza di corsi d'acqua.
Il maschio emette il suo richiamo durante la notte. Esso è composto da due note disarmoniche di differente durata, con una frequenza tra 2 e 3 kHz.

## Conservazione
La IUCN Red List classifica Boophis boehmei come specie in pericolo di estinzione (Endangered).